# Паррейрас, Антониу
Антониу Диого да Силва Паррейрас (порт. Antônio Diogo da Silva Parreiras; 20 января 1860, Нитерой — 17 октября 1937, там же) — бразильский художник, дизайнер и иллюстратор.

## Биография
Родился в многодетной семье. С 1882 года обучался в Императорской академии изящных искусств в Рио-де-Жанейро, которую оставил через два года вместе со своим наставником — немецким художником-иммигрантом Георгом Гриммом и несколькими своими одногруппниками, в результате конфликта Гримма с руководством Академии. Гримм и его ученики, которые оставили Академию, в том числе и Паррейрас, создали художественный центр известный как «Группа Гримма». После того, как Гримм в 1885 году переехал работать в глубинку, Паррейрас занимался самообразованием. Год спустя, одна из его работ была приобретена императором Педру II, что позволило ему возобновить учёбу и отправиться в Европу в 1888 году, где он поступил в Венецианскую академию изящных искусств. Ученик Филиппо Каркано.
По возвращении в Бразилию в 1890 году Паррейрас стал профессором пейзажной живописи в своей альма-матер, которая к тому времени получила название Национальной школы изящных искусств Бразилии. После разногласий с руководством по поводу изменений в учебной программе основал собственную школу под названием «Escola do Ar Livre».
В 1925 году Паррейрас был избран лучшим художником по версии читателей журнала Фон-Фон. Годом позже художник опубликовал книгу-автобиографию.
С 1906 по 1919 год имел вторую свою студию в Париже и выставлялся в Салоне.
Через четыре года после его смерти в мастерской художника открыли Музей Антониу Паррейраса.

## Творчество
Писал картины в разных жанрах — исторической, религиозной, мифологической и бытовой живописи, ню, портреты, пейзажи, на темы анималистики и тому подобное.
После 1899 года занимался оформлением правительственных в общественных зданий, таких как «Аллегория Аполлона и Богини часов», которые он создал для Дворца свободы в Белу-Оризонти.

## Избранные картины

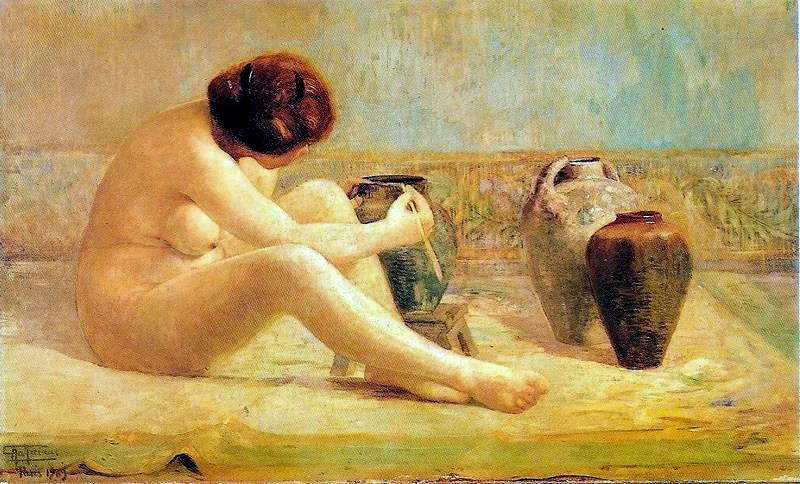
Фантазия (1909)
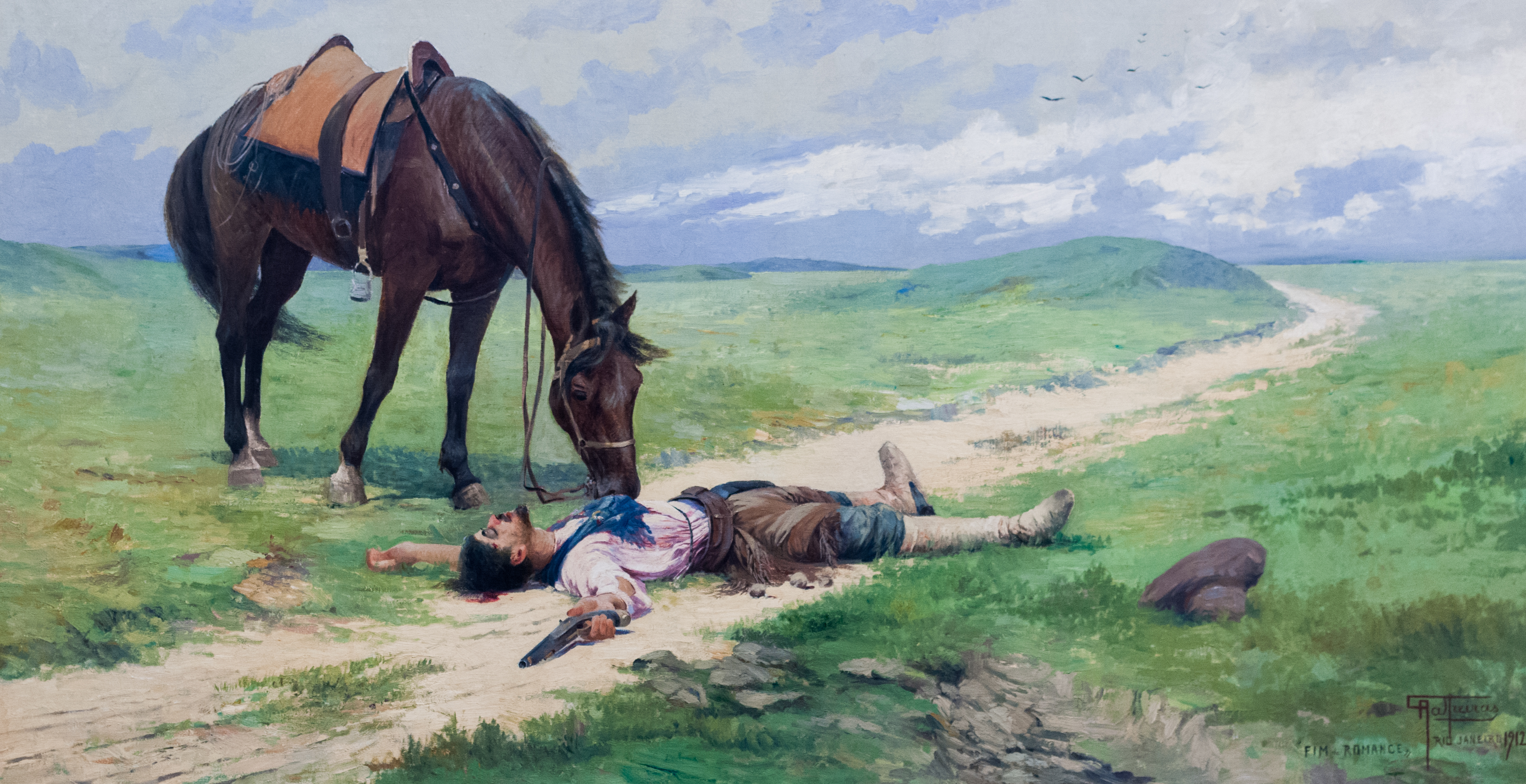
Конец романтики (1915)
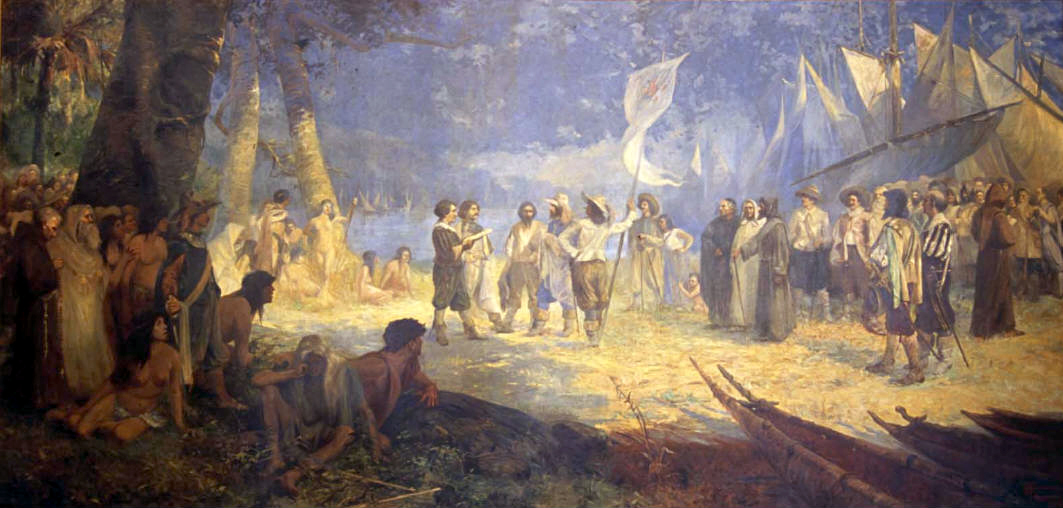
Покорение Амазонки (1907)
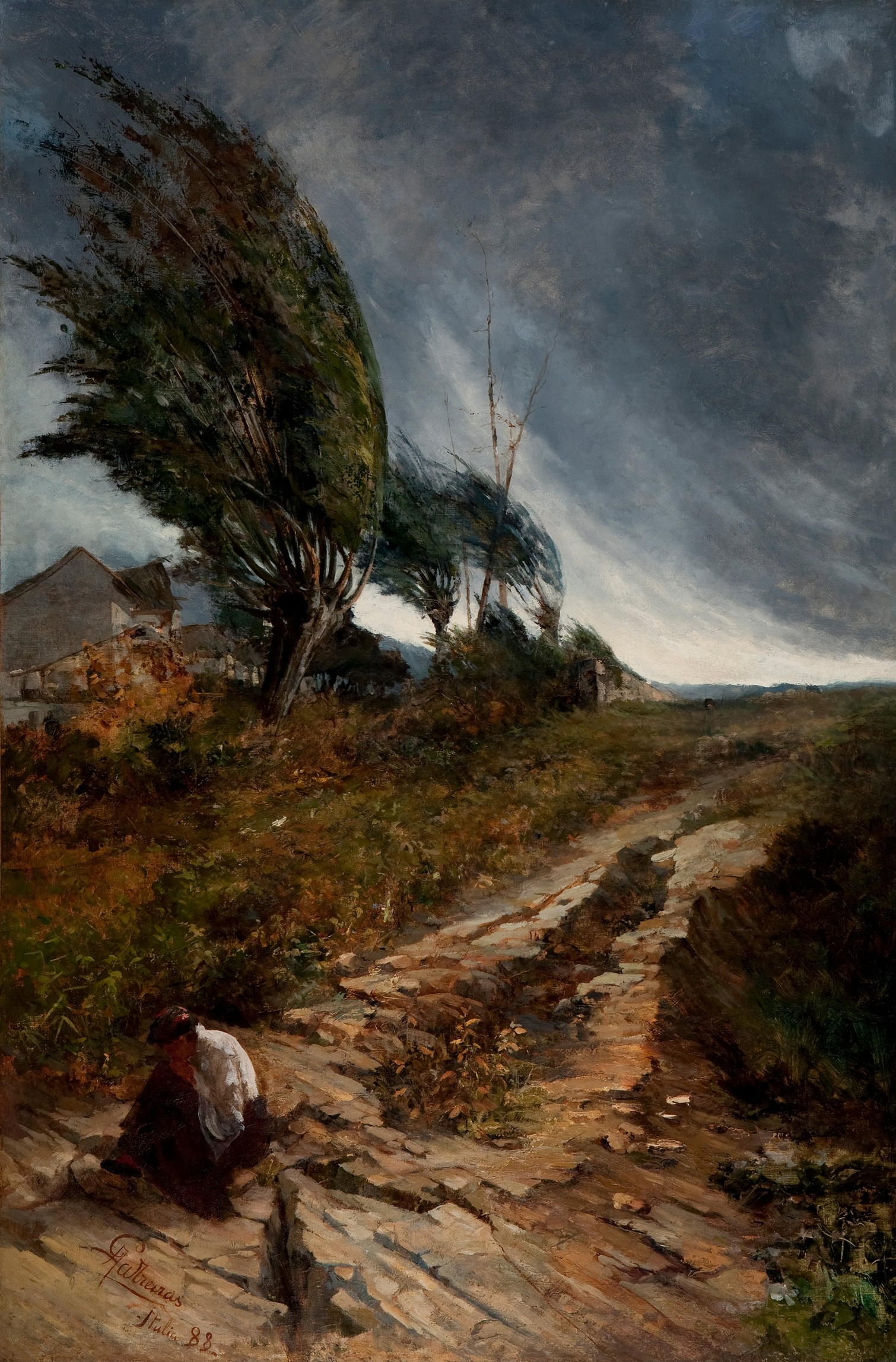
Буря (1888)
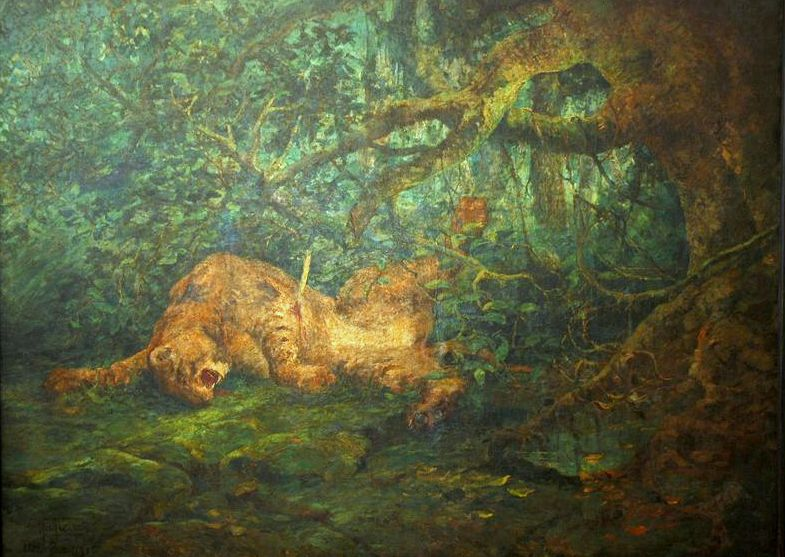
Агония (1915)
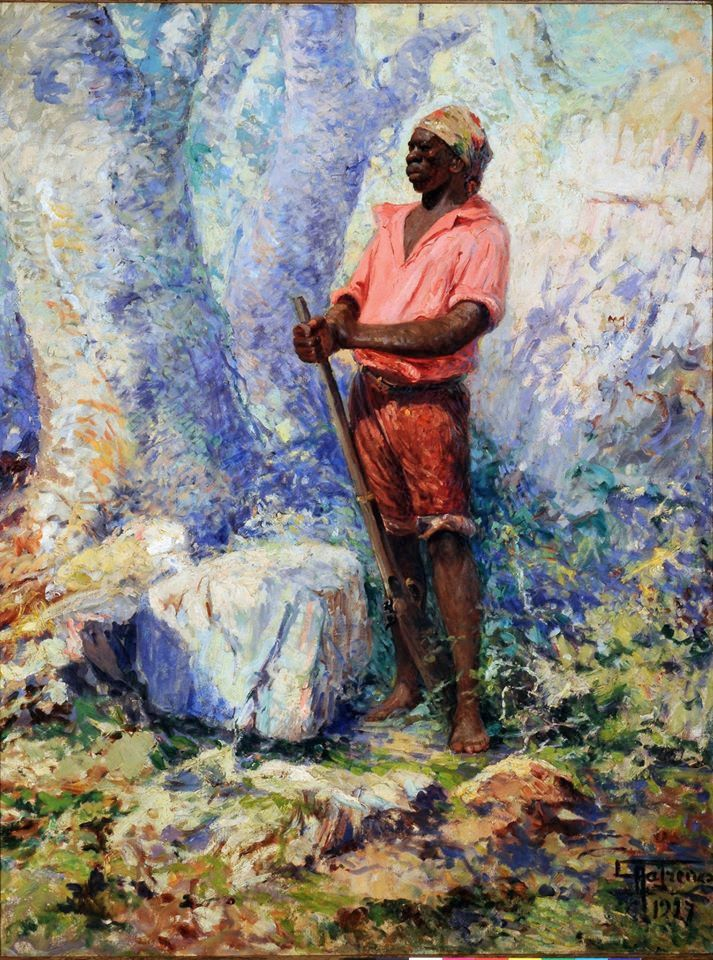
Зумби (1927)